# Cocande

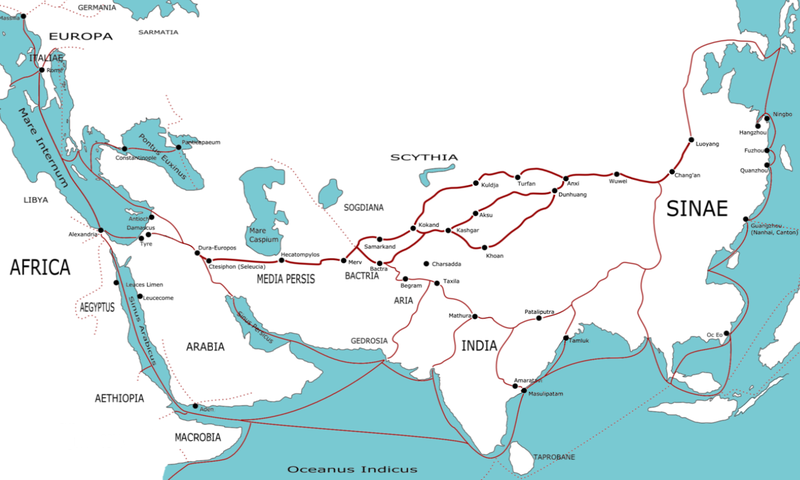
Cocande é um dos pontos da Rota da Seda

Cocande, Cocanda ou Kokand (em usbeque: Qo‘qon, Қўқон, قوقان; em persa: خوقند; romaniz.: Xuqand; em quirguiz: Кокон; romaniz.: Kokon; em tajique: Хӯқанд; romaniz.: Xökand)  é uma cidade do leste do Usbequistão, situada na província de Fergana e na região sudoeste da parte usbeque do vale de Fergana, cerca de 30 km em linha reta a norte da fronteira com o Tajiquistão. Tem 40 km² de área e em 2020 tinha 254 700 habitantes.
Situa-se 90 km a oeste de Fergana, 130 km a oeste-sudoeste de Andijã, 240 km a sudeste de Tasquente e 160 km a leste-nordeste de Khujand, no Tajiquistão (distâncias por estrada). Está localizada na Rota da Seda e no cruzamento das duas rotas de comércio principais do vale de Fergana, uma que vai para noroeste, através das montanhas, em direção a Tasquente, e outra para oeste, passando por Khujand, pelo que é o principal polo de transportes do vale.[carece de fontes?] O seu nome deriva do clã Cocã, pertencente à tribo usbeque Kongrat.

## História
As primeiras menções históricas à região da cidade são de diplomatas chineses.[carece de fontes?] No século II, o viajante chinês Chzhan Tszjan relatou que no local existia uma cidade grande e desenvolvida. Em 138 a.C. as tribos locais ficaram vassalas ou foram conquistadas pela Dinastia Han durante o reinado dom imperador Wu para lutarem contra os hunos. No século VIII, o Califado Omíada conquistou a região à Dinastia Tang.[carece de fontes?]
A cidade existe pelo menos desde o século X, quando se chamava Cavacande (Khavakand),[carece de fontes?] Hukand ou Havokand e era um entreposto na Rota da Seda que é mencionado em relatos dos viajantes que percorriam as rotas de caravanas entre a Ásia Central, Ásia Meridional e a Ásia Oriental.[carece de fontes?] Entre os séculos X e XII, vários historiadores e geógrafos árabes e persas, como Alistacri, ibne Cave Cala, Mocadaci e outros, mencionaram a cidade. No século XIII foi destruída pelos mongóis, durante o reinado de Gêngis Cã, que nela teve das suas residências. Tamerlão (r. 1370–1405), o fundador do Império Timúrida, fez a festa de casamento de um dos seus netos em Cavavande, na qual estiveram presentes cerca de quinhentos embaixadores de povos dos domínios timúridas. Entre 1571 e 1626 pertenceu ao Canato de Bucara.[carece de fontes?]
Cerca de 1700-1710, o emir Xaruque Begue, provavelmente um usbeque manguita da tribo Mingue (ou Miñ), declarou-se independente de Bucara. A cidade atual foi fundada em 1732 como uma fortaleza por Raim, filho de Xaruque, que fundou uma vila batizada em sua homenagem, Kala-i Rahim-biy no local onde existiam quatro antigos fortes, conhecidos conjuntamente como Iski-Kurgan. Em 1740, a cidade tornou-se a capital do estado fundado por Xaruque, que passou a ser conhecido como Canato de Cocande. Graças a este estatuto e ao afluxo de gente da tribo do cã, Cocande desenvolveu-se e tornou-se um importante centro religioso islâmico, onde houve mais 300 mesquitas. O poderoso Canato de Cocande chegou a dominar todo o vale de Fergana e chegou a controlar quase todo o território do que é hoje o Usbequistão, estendendo-se para ocidente até Qyzylorda (atualmente no Cazaquistão) e para nordeste até Bisqueque (atualmente capital do Quirguistão).[carece de fontes?]
Na época do Grande Jogo, no século XIX, a influência sobre o Canato de Cocande foi disputada entre os impérios britânico e russo. Acabaria por ser conquistado pelos russos em 1876, com a tomada da cidade de Cocande pelo então coronel Skobeliev. Cocande foi depois integrada no  oblast de Fergana do Turquestão Russo, cujo primeiro governador foi o general Konstantin von Kaufman.[carece de fontes?]
Tirando partido da instabilidade que se seguiu à Revolução Russa de 1917, separatistas locais formaram um estado provisório antibolchevique independente, a Autonomia de Cocande, também conhecida como Governo Provisório do Turquestão Autónomo, que durou 72 dias e tinha capital em Cocande. Os separatistas tentaram, sem grande sucesso, ter a colaboração do general do Exército Branco Alexander Dutov, um dos líderes da contrarrevolução dos cossacos, da Autonomia de Alash e do emir deposto de Bucara.
Na noite de 6 para 7 de fevereiro de 1918 a cidade foi cercada pelo Exército Vermelho e por tropas da Federação Revolucionária Armênia. Seguiram-se violentos combates de rua, que depois se alargaram às áreas vizinhas com a participação de rebeldes basmachi e que prosseguiram até à década de 1930. Cocande foi integrada na República Socialista Soviética Autónoma do Turquestão e em 1924, quando esta foi dissolvido, passou a pertencer à República Socialista Soviética Usbeque, que durou até à independência do Usbequistão na sequência da dissolução da União Soviética em 1991.[carece de fontes?]

## Principais monumentos
O centro histórico de Cocande é candidato a Património Mundial desde 2008. Dos diversos monumentos que fazem parte do sítio candidato destacam-se a Urda ("fortaleza" ou "cidadela", residência dos cãs de Cocande, conhecida como Palácio de Cudaiar Cã (Khudoyorkhan; Khudayar; ou Xudoyor), as madraças Norbutabiy, Kamol Kozi (ou Kamol Qozi ou Kamol-Kazy) e Miyon Khazrat, as Mesquitas Djami, Gishtlik e de Mulkabad, os mausoléus Dahman-Shakhon e de Madari, Dasturkhonchi, Sohibzod Kazrat, Zingbardor, algumas casas residenciais como as de Ayubbay, de Alimjan-khoji, de Qozi (juiz) Abdurakhman e Qazi Saidkhan, bem como alguns edifícios da parte europeia e mais moderna, como o Banco Russo-Ásia, as casas de Vadyaev, Potelyahov, dos irmãos Simhaev e dos irmãos Mandalak, entre outros. A cidade tem sete museus.
O Palácio de Cudaiar Cã (em usbeque: Xudoyorxon oʻrdasi), também conhecido como Fortaleza de Cudaiar Cã, é uma das principais atrações turísticas de Cocande. Foi construído entre 1860 e 1874 pelo último cã de Cocande, Maomé Cudaiar Muhammad Khudayar Khan, que reinou entre 1845 e 1875 com interrupções. Quando a sua construção ficou concluída era um dos maiores e mais opulentos palácios da Ásia Central. Ocupava mais de 16 000 m² no centro da cidade e tinha sete pátios e 113 divisões. Após o bombardeamento de que foi alvo pelas tropas russas só ficaram de pé dois pátios e 19 divisões. Além do palácio, Cudaiar Cã construiu várias mesquitas e madraças.[carece de fontes?] O Museu da História de Cocande, inaugurado em 1925, funciona no palácio.

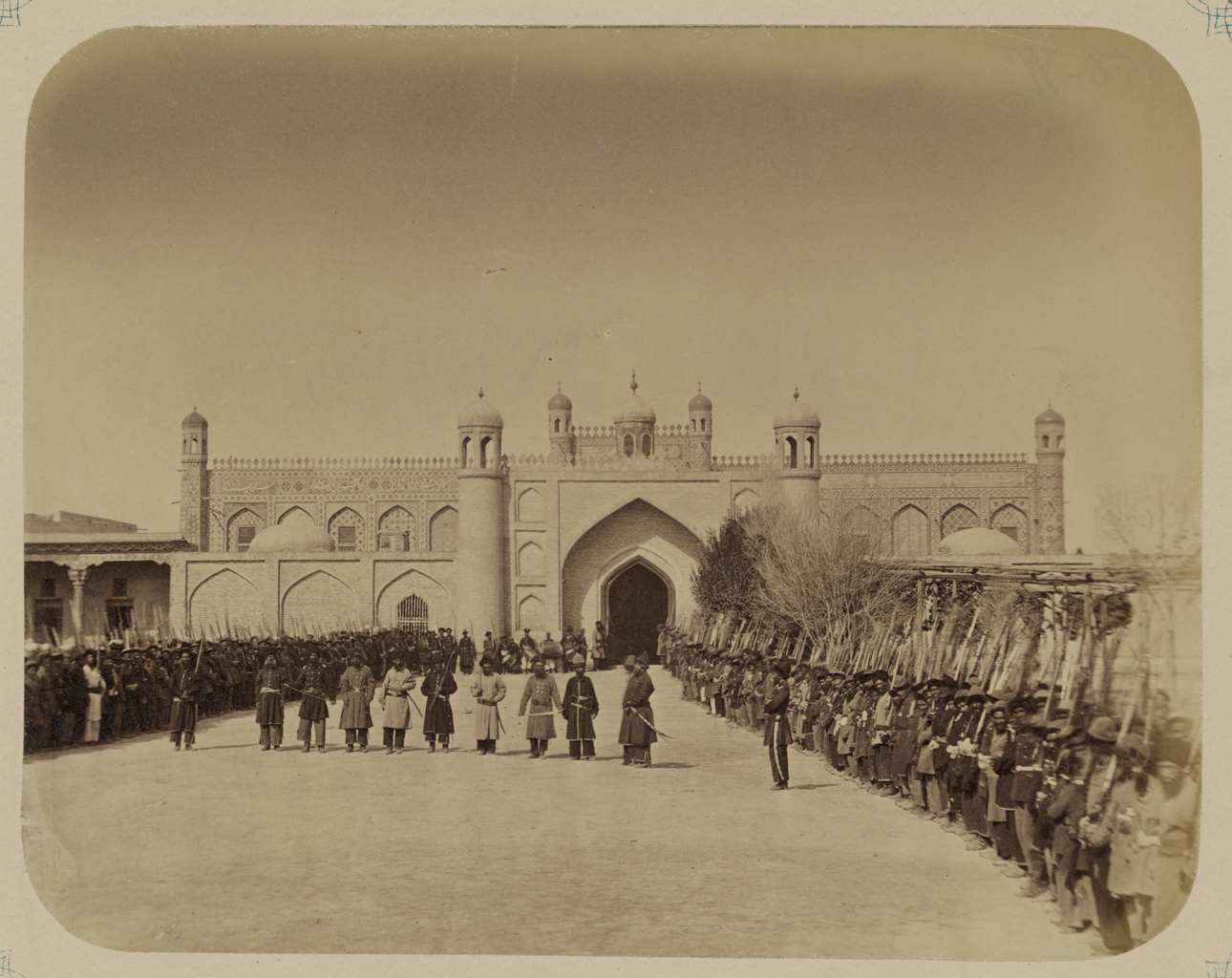
Soldados do Cã de Cocande em frente da porta do palácio real em 1865–1872

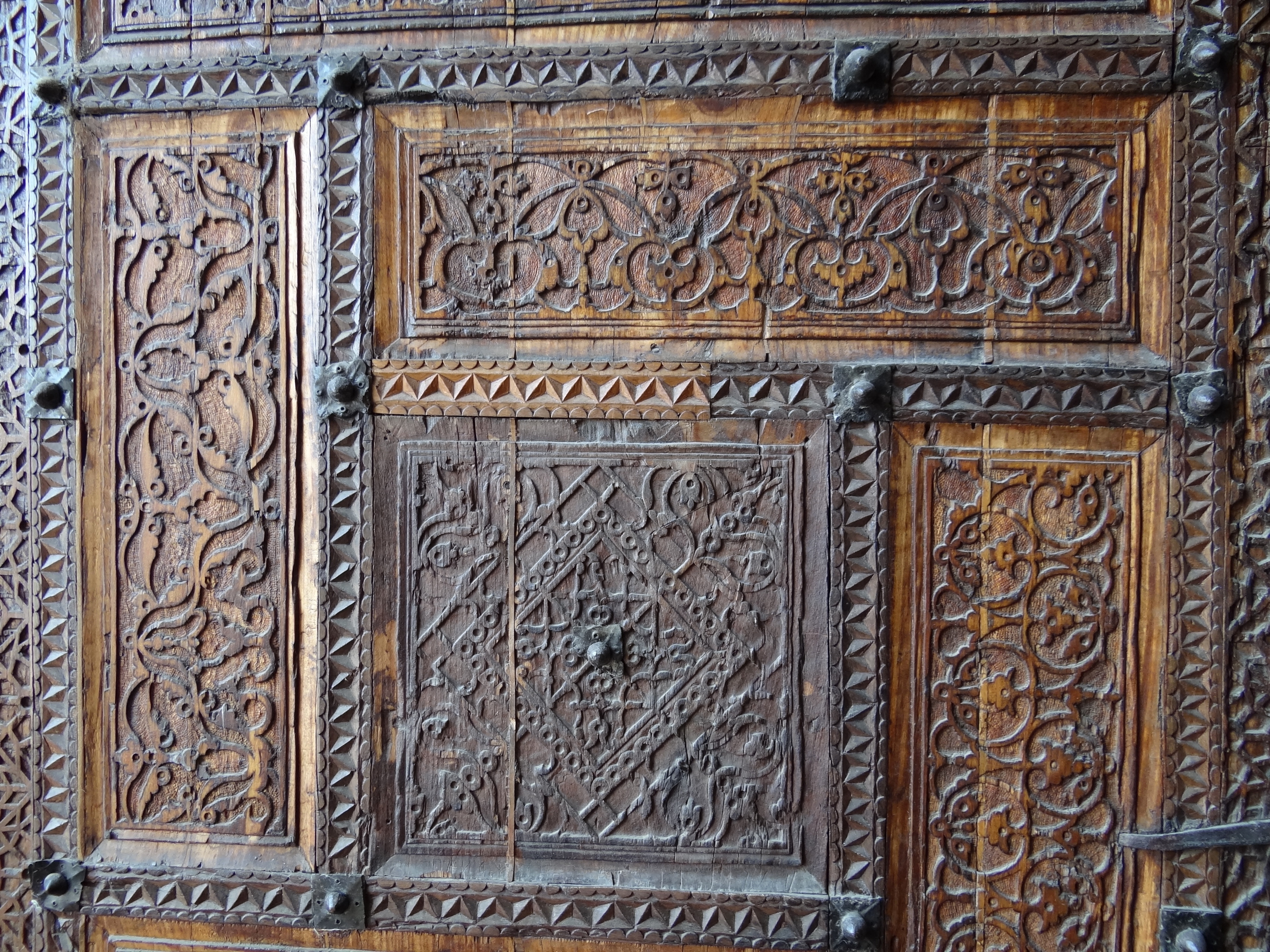
Porta da Madraça Norbutabiy

O complexo de Dahman-Shakhon é um conjunto monumental situado na parte antiga da cidade, do qual fazem parte a necrópole de Dakhma-i-Shakhon, a Mesquita e Madraça Norbutabiy e o Mausoléu de Madari Cã. O Dakhma-i-Shakhon (ou Khazira Dahman-Shahon) propriamente dito é um mausoléu dos cãs de Cocande e dos seus familiares, construído pelo cã Maomé Omar, que também lá está sepultado. As portas da entrada têm inscrições em árabe com passagens do Alcorão e de poemas da autoria de Maomé Omar. Durante muito tempo esteve ao abandono e foi delapidado, mas foi restaurado em 1971 por artesãos locais.
O Mausoléu de Madari Cã (ou Khazira Modarikhan) é um conjunto religioso construído em 1825 para a mãe do cã Modari (ou Madali), Mohlaroyim, mais conhecida pelo seu pseudónimo literário Nodira, esposa de Maomé Omar, e regente de facto durante a juventude de Madari, que foi executada por enforcamento pelo emir de Bucara Nasrallah Cã. Junto ao mausoléu da governante poetisa há um monumento em mármore e bronze.
A Madraça Miyon Khazrat (ou Miyen-Hazrat) data do século XVIII. Tem três pátios, dois no eixo leste-oeste e um no eixo norte-sul, os quais estão rodeados de hujras (celas de habitação de estudantes). A entrada é no lado ocidental do pátio sul, constituída por um portal-cúpula darvazahana com portas de madeira esculpida. Na parte sul há uma mesquita de planta quadrada com um pequeno minarete no canto sudeste. O poeta usbeque Muqimiy (Muhammad Aminxoʻja, 1850–1903) estudou nessa madraça.
A Madraça Miyon Khazrat deve o seu nome ao seu fundador (também conhecido como Mien Akhad), um nativo de Pexauar (atualmente no Paquistão) que se instalou em Cocande e se notabilizou como teólogo. Na madraça funciona o Museu Mukimi, um museu literário dedicado ao poeta Aminkhuja Mukimi, que durante muitos anos viveu e foi professor na madraça. Além da sua hujra (quarto) e de objetos relacionados com o poeta, o museu tem exposição diversas peças representativas do ambiente literário de Cocande na segunda metade do século XIX.
A Madraça Norbutabiy (ou Norbut-biy), atualmente chamada Madraça Mir, é a maior escola religiosa islâmica da cidade. Foi construída entre 1796 e 1799. Esteve encerrada durante o período soviético mas reabriu depois da independência e no início da década de 2010 tinha 80 estudantes. A Mesquita Norbutabiy, adjacente à madraça homónima e da mesma época, foi a única instituição religiosa de Cocande que funcionou durante a era soviética; foi fechada pelos bolcheviques mas foi reaberta por Estaline para ganhar o apoio dos muçulmanos para a guerra. O cã Narbuta (ou Norboʻta) era muito religioso e durante o seu reinado de 37 anos foram construídas 120 mesquitas em Cocande.
A Mesquita Djami e o seu minarete foram construídos entre 1800 e 1812 ou entre 1814 e 1817, por ordem do cã Maomé Omar. É uma mesquita congregacional que mede 97,5 por 25,5 metros e é suportada por 98 colunas, 88 no exterior e 10 no interior, muitas delas feitas com ulmeiros vindos da Índia. Tem ao centro um minarete com 22 metros de altura que em tempos foi a torre de relógio da cidade. A Mesquita Gishtlik (ou Gʻishtli), a Mesquita Mulkabad e a Madraça Amin Beg foram concluídas em 1913.
A Casa-Museu Khamza (ou Hamza) é dedicado ao escritor, poeta, dramaturgo e herói da União Soviética Khamza Khakimzade Niazi (1889–1929), considerado o fundador da literatura soviética usbeque e da pai da poesia usbeque moderna. Foi fundado em 1959 na casa onde nasceu e cresceu o poeta, uma casa tradicional usbeque, com divisões separadas para homens e mulheres, o que permite ao visitante ter uma ideia do quotidiano duma família abastada usbeque desse tempo. Além dos objetos ligados à memória do escritor, conserva-se também o gabinete do seu pai, um médico famoso na cidade, e uma coleção de instrumentos musicais usbeques.